# Dalla (Zeitschrift)
Dalla war eine Kinder- und Jugendzeitschrift, die in den Jahren 1953 und 1954 herausgegeben wurde. Mit der Veröffentlichung in- und ausländischer Comics, die häufig als Fortsetzung erschienen, war sie die erste Zeitschrift ihrer Art in Deutschland.

## Veröffentlichung und Inhalt
Dalla entstand 1953 aus der Kinderbeilage der Welt am Sonnabend (WASO), die vom gleichnamigen Düsseldorfer Verlag produziert wurde. War der erste Untertitel erobert die Jugend, so wurde er mit Heft 11 in Die illustrierte Zeitung für die Jugend geändert; mit Heft 23 erfolgte ein erneuter Wechsel des Untertitels, der von da ab Bunte Blätter für die junge Welt lautete. Mit demselben Heft erfolgte auch eine Änderung des Formats. Dalla wurde 1954 eingestellt. Namensgeber für die Zeitschrift war die Figur des „Filmreporters“ Dalla aus der Welt am Sonnabend.
Als Fortsetzungsgeschichten wurden nicht nur inländische Comics wie Bob Heinz’ Hein Mück, der Seemann, sondern auch europäische Comics wie Hergés Die schwarze Insel und Suske und Wiske von Willy Vandersteen abgedruckt. Paul Cuveliers Corentin wurde in Dalla unter dem Titel Florian veröffentlicht. Darüber hinaus war auch Raymond Macherot in Dalla vertreten.